# Gianfranco D'Angelo
Gianfranco D'Angelo Manni (Roma, 19 agosto 1936 – Roma, 15 agosto 2021) è stato un attore, comico e cabarettista italiano.

## Biografia

D'Angelo ed Ezio Greggio negli anni ottanta, durante il programma comico Drive In, nello sketch di Has Fidanken

Nato a Roma, nel quartiere Esquilino, perde i genitori all'età di 3 anni. Dopo aver svolto vari lavori, fra i quali l'impiegato alla SIP, esordisce in teatro come attore nel 1963 con I Teleselettivi, commedia satirica in cartellone al Teatro delle Arti di Roma, continuando poi a recitare al Teatro Cordino - costituito da lui e dai suoi amici nel cuore di Trastevere - in spettacoli scritti da Maurizio Costanzo. Dopo aver partecipato insieme a Renzo Montagnani a Federico eccetera eccetera, programma radiofonico di Maurizio Costanzo, nel 1968 viene chiamato da Lando Fiorini e lavora al Teatro Puff di Roma fino al 1970, quando Garinei e Giovannini lo scelgono per il ruolo dell'arcivescovo tedesco in Alleluja brava gente, con Renato Rascel e Gigi Proietti. Dopo l'esperienza del Puff, lavora in vari cabaret d'Italia, fra cui pure il Derby di Milano. In seguito inizia la sua collaborazione con il teatro romano Il Bagaglino, che lo porterà a lavorare con Gabriella Ferri, Oreste Lionello, Enrico Montesano e Pippo Franco.
L'esordio televisivo avviene in Rai nel 1971 quando partecipa al programma Sottovoce ma non troppo. Interpreta poi un commissario di polizia nel film per la televisione La bambola, della serie La porta sul buio, prodotta da Dario Argento e andata in onda sulla Rai nel 1973. Nel 1974 prende parte al programma Foto di gruppo, nel quale affianca Raffaele Pisu. Nel corso degli anni settanta partecipa a diversi spettacoli televisivi del Programma nazionale, come Dove sta Zazà (1973), Milleluci (1974, con Raffaella Carrà), e Mazzabubù (1975). Durante il Giro d'Italia del 1978 e del 1979 è commentatore televisivo in diretta del dopotappa. Nell'autunno del 1979 è il protagonista del programma di Rete Uno La sberla. A questo seguiranno C'era una volta Roma (1979), Tilt, Ma ce l'avete un cuore (1980), Signori si parte (1981) e TV 1 (estate 1983). Al cinema, nel frattempo, recita con Alvaro Vitali, Lino Banfi e Renzo Montagnani in numerosi film del genere commedia sexy all'italiana degli anni settanta-ottanta.

Gianfranco D'Angelo e Sabina Stilo, conduttori del programma Televiggiù (1989)

Nel 1983 è uno dei protagonisti del programma di Italia 1 Drive In di Antonio Ricci, che andrà in onda per cinque anni e sarà diretto prima da Giancarlo Nicotra e in seguito da Beppe Recchia. In questo programma D'Angelo interpreta il personaggio del signor Armando, proprietario e addestratore del cane "Has Fidanken"; tra gli altri personaggi interpretati vi sono il Tenerone e le imitazioni di Pippo Baudo e Katia Ricciarelli (all'epoca consorti), Sandra Milo, Roberto Gervaso, Piero Angela e Raffaella Carrà.
(Tormentone di Gianfranco D'Angelo della trasmissione televisiva Drive In)
Nel 1986 la Rai dedica a Gianfranco D'Angelo una puntata di Serata d'onore. Nel 1988 conduce, insieme a Ezio Greggio, la prima stagione del fortunato programma Striscia la notizia, e nello stesso periodo conduce anche Televiggiù, entrambi programmi di Italia 1; presenta inoltre Odiens, su Canale 5, dove tra i personaggi interpretati vi è Marisa Laurito, di cui propone l'imitazione.
Nel 1992 è il protagonista della sitcom, sempre di Canale 5, Casa dolce casa: nella serie compare anche la figlia, Daniela D'Angelo, che interpreta il ruolo della figlia del protagonista, così come nella realtà. Nel 1993 torna su Rai 1 e conduce, affiancato da Gabriella Carlucci, lo spettacolo Luna di miele. Nel biennio 1995-1997 è "Diavolik", con la Carrà nei panni di Eva Kant in Carràmba! Che sorpresa. Nello stesso anno è protagonista del recital Bravo Bravissimo, dedicato alla sua carriera. Nell'estate 1996 partecipa al "Galà di Rai 1" a Cannes, la trasmissione Su le mani al "Bandiera gialla" di Rimini e il "Concorso per Voci Nuove" di Castrocaro Terme. Nell'autunno-inverno 1996-1997 è il comandante dell'esercito di Retromarsh!!!, in onda su Telemontecarlo. Nel 1999 conduce le "inchieste" ed è ospite di Carràmba! Che sorpresa e Domenica in. 
Dopo aver vinto quattro Telegatti, nel 2001 vince il Delfino d'oro alla carriera. Nella stagione 2009-2010 conduce insieme alle figlie un programma di cucina denominato Locanda D'Angelo su Alice TV. Nel 2015 partecipa a Italia's Got Talent su Sky, come concorrente ospite, senza essere giudicato. Nel 2017 è in tournée teatrale con Quattro donne e una canaglia, insieme a Barbara Bouchet, Corinne Cléry, Marisa Laurito e Paola Caruso. Nel 2019 appare nel film W gli sposi, diretto da Valerio Zanoli e dove è presente Paolo Villaggio nella sua ultima interpretazione cinematografica.
Muore dopo una breve malattia il 15 agosto 2021 al policlinico Agostino Gemelli di Roma, pochi giorni prima di compiere 85 anni. Il funerale è celebrato il 17 agosto nella basilica di Santa Maria in Montesanto, conosciuta anche come la Chiesa degli artisti, in piazza del Popolo, a Roma. 
In occasione dei quarant'anni di Drive In, il 21 settembre 2023 nel centro di produzione Mediaset di Cologno Monzese, gli viene intitolata la piazza antistante agli studi del programma Striscia la notizia, di cui è stato tra i primi conduttori.

## Vita privata
Era sposato con Anna Maria, dalla quale ha avuto due figlie, Daniela e Simona, anche loro attrici e doppiatrici, che in alcuni spettacoli lo hanno affiancato.

## Filmografia

Gianfranco D'Angelo nel film La liceale (1975)

Gianfranco D'Angelo nel film Una bella governante di colore (1976)

### Cinema
- Zum Zum Zum - La canzone che mi passa per la testa, regia di Bruno e Sergio Corbucci (1968)
- Io non scappo... fuggo, regia di Franco Prosperi (1970)
- Bolidi sull'asfalto - A tutta birra!, regia di Bruno Corbucci (1970)
- Lady Barbara , regia di Mario Amendola (1970)
- Nel giorno del Signore, regia di Bruno Corbucci (1970)
- 4 marmittoni alle grandi manovre, regia di Marino Girolami (1974)
- Mondo candido, regia di Gualtiero Jacopetti e Franco Prosperi (1975)
- Grazie... nonna, regia di Marino Girolami (1975)
- L'insegnante, regia di Nando Cicero (1975)
- La liceale, regia di Michele Massimo Tarantini (1975)
- Remo e Romolo - Storia di due figli di una lupa, regia di Mario Castellacci e Pier Francesco Pingitore (1976)
- La poliziotta fa carriera, regia di Michele Massimo Tarantini (1976)
- Ecco lingua d'argento, regia di Mauro Ivaldi (1976)
- La professoressa di scienze naturali, regia di Michele Massimo Tarantini (1976)
- Classe mista, regia di Mariano Laurenti (1976)
- La dottoressa del distretto militare, regia di Nando Cicero (1976)
- Nerone, regia di Mario Castellacci e Pier Francesco Pingitore (1976)
- Accadde a Napoli, episodio di Maschio latino... cercasi, regia di Giovanni Narzisi (1977)
- Kakkientruppen, regia di Marino Girolami (1977)
- Taxi Girl, regia di Michele Massimo Tarantini (1977)
- Per amore di Poppea, regia di Mariano Laurenti (1977)
- La compagna di banco, regia di Mariano Laurenti (1977)
- Grazie tante arrivederci, regia di Mauro Ivaldi (1977)
- L'insegnante va in collegio, regia di Mariano Laurenti (1978)
- Scherzi da prete, regia di Pier Francesco Pingitore (1978)
- Una bella governante di colore, regia di Luigi Russo (1978)
- La liceale nella classe dei ripetenti, regia di Mariano Laurenti (1978)
- La soldatessa alle grandi manovre, regia di Nando Cicero (1978)
- Io zombo, tu zombi, lei zomba, regia di Nello Rossati (1979)
- Tutti a squola, regia di Pier Francesco Pingitore (1979)
- La settimana bianca, regia di Mariano Laurenti (1980)
- Biancaneve & Co., regia di Mario Bianchi (1982)
- Giovani, belle... probabilmente ricche, regia di Michele Massimo Tarantini (1982)
- La gorilla, regia di Romolo Guerrieri (1982)
- Vuò comprà, episodio di Rimini Rimini - Un anno dopo, regia di Giorgio Capitani (1988)
- Se lo fai sono guai, regia di Michele Massimo Tarantini (2001)
- Il crimine non va in pensione, regia di Fabio Fulco (2017)
- W gli sposi, regia di Valerio Zanoli (2019)

### Televisione
- La porta sul buio – serie TV, episodio La Bambola (1973)
- Casa dolce casa – serie TV (1991-1994)
- Le ragazze di Miss Italia, regia di Dino Risi – film TV (2002)

## Teatro

Gianfranco D'Angelo in Niente sesso, siamo inglesi (1990)

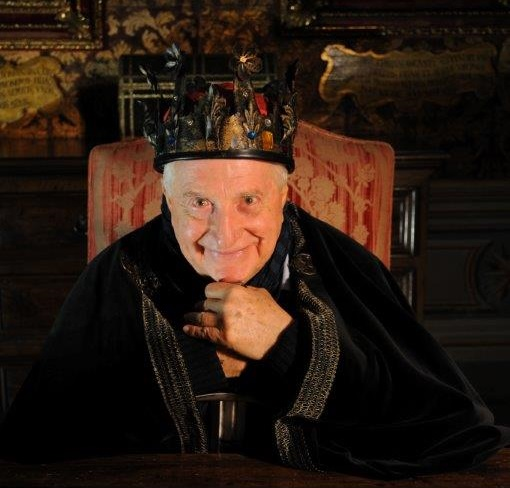
Gianfranco D'Angelo in Il Re sono io (2013)

- Alleluja brava gente di Pietro Garinei, Sandro Giovannini e Iaia Fiastri, con Renato Rascel, Luigi Proietti e Giuditta Saltarini, regia di Garinei e Giovannini (1970)
- Niente sesso, siamo inglesi di Alistair Foot e Anthony Marriott, adattamento e regia di Pietro Garinei (1990-1991)
- Chi fa per tre di Ray Cooney e Tony Hilton, con Caterina Sylos Labini, Gian Fabio Bosco, Stefano Masciarelli e Enzo Garinei, adattamento di Enrico Vaime, regia di Pietro Garinei (1992-1994)
- Tredici a tavola di Marc-Gilbert Sauvajon, con Marzia Ubaldi, adattamento e regia di Marco Parodi (1993-1994)
- Gli uomini sono tutti bambini di Enrico Vaime, con Flo Sandon's, Wilma Goich e Simona Patitucci, musiche di Claudio Mattone, regia di Pietro Garinei (1994-1995)
- I Cavalieri della Tavola Rotonda - Storia di Graal e di Corna di Rosario Galli e Alessandro Capone, con Stefano Masciarelli, Sabrina Salerno, Daniele Luttazzi, Nadia Rinaldi, Adriano Pappalardo e Tosca D'Aquino, musiche di Enrico Riccardi, regia di Alessandro Capone (1995-1996)
- I peggiori anni della nostra vita, con Daniela e Simona D'Angelo, scritto e diretto da Enrico Vaime (1996-1997)
- Il gufo e la gattina di Bill Manhoff, con Brigitta Boccoli, regia di Furio Angiolella (1997-1999)
- L'ultimo Tarzan di Antonio de Curtis, con Brigitta Boccoli e Denny Méndez, regia di Sergio Japino (1998-1999)
- Il padre della sposa di Edward Streeter, con Brigitta Boccoli (poi sostituita da Simona D'Angelo) e Sandra Milo (poi sostituita da Erika Blanc), regia di Sergio Japino (1999-2002, 2005-2006)
- Beatrice e Isidoro, con Annalisa Minetti e Michele Carfora, regia di Franco Miseria e Maurizio Colombi (2000-2001)
- È ricca, la sposo e l'ammazzo di Jack Ritchie, con Laura Lattuada e Michele Gammino, adattamento di Mario Scaletta, regia di Sergio Japino (2002-2003)
- Il Paradiso può attendere di Harry Segall, con Manila Nazzaro, regia di Anna Lezzi e Gianfranco D'Angelo (2003-2004)
- Di profilo sembra pazzo di Mario Scaletta e Claudio Insegno, con Sandra Milo (poi sostituita da Nadia Rinaldi), regia di Claudio Insegno (2004-2005)
- La signora in rosso di Jean-Loup Dabadie e Yves Robert, con Alena Šeredová, adattamento di Claudio Insegno, regia di Alessandro Spadorcia e Ivan Stefanutti (2004-2005)
- Indovina chi viene a cena di William Arthur Rose, con Ivana Monti, regia di Patrick Rossi Gastaldi (2006-2008)
- Nemici intimi di Mario Scaletta, con Caterina Sylos Labini, Simona D'Angelo e Patrick Rossi Gastaldi, regia di Nicasio Anzelmo (2007-2008)
- Un giardino d'aranci fatto in casa di Neil Simon, con Ivana Monti, regia di Patrick Rossi Gastaldi (2008-2009)
- Un giorno lungo 40 anni, con Sara Varone, scritto e diretto da Mario Scaletta (2009-2010)
- Suoceri sull'orlo di una crisi di nervi di Mario Scaletta, con Eleonora Giorgi, Ninì Salerno e Paola Tedesco, regia di Giovanni De Feudis (2011)
- Due ragazzi irresistibili di Mario Scaletta, con Eleonora Giorgi, regia di Giovanni De Feudis (2011-2012)
- California Suite di Neil Simon, con Paola Quattrini, adattamento di Mario Scaletta, regia di Massimiliano Farau (2011-2014)
- Il re sono io, scritto e diretto da Giacomo Zito (2013)
- Io e Roma di Gianfranco Borrelli e Valerio Delle Donne, regia di Giacomo Zito (2013-2014)
- Il bello dell'Italia di Gianfranco Borrelli, Marta Baumgartner, Mario Scaletta e Valerio Delle Donne, regia di Luciano Odorisio (2014-2015)
- Harry ti presento i miei di Mario Scaletta e Bibi Hilton, con Patrizia Pellegrino, regia di Mario Scaletta (2014-2015)
- Drive In. The Reunion di Carlo Pistarino, con Sergio Vastano, Enrico Beruschi, Nino Formicola, Margherita Fumero e Tinì Cansino, regia di Claudio Viola e Carlo Pistarino (2017)
- Quattro donne e una canaglia di Pierre Chesnot, con Corinne Cléry, Marisa Laurito, Barbara Bouchet e Paola Caruso (poi sostituita da Ester Vinci), adattamento di Mario Scaletta, regia di Nicasio Anzelmo (2017-2018)
- Eravamo tre amici al bar, con Sergio Vastano e Tonino Scala, scritto e diretto da Mario Scaletta (2018-2019)
- Sul lago dorato di Ernest Thompson, con Corinne Cléry (poi sostituita da Fioretta Mari) e Fiordaliso, adattamento di Mario Scaletta, regia di Diego Ruiz (2019-2020)

## Programmi televisivi
- Sottovoce ma non troppo (Secondo Programma, 1971)
- Dove sta Zazà (Programma Nazionale, 1973)
- Milleluci (Programma Nazionale, 1974)
- Foto di gruppo (Secondo Programma, 1974)
- Mazzabubù (Programma Nazionale, 1975)
- Giro d'Italia (Rete 2, 1978-1979) - commentatore televisivo del dopotappa
- La sberla (Rete 1, 1978)
- C'era una volta Roma (Rete 2, 1979)
- Tilt (Rete 1, 1979-1980)
- Ma ce l'avete un cuore? (Rete 1, 1980)
- Signori si parte (Rete 2, 1981)
- Musicomio (Rete 3, 1981)
- TV 1 (Rai 1, 1983)
- Drive In (Italia 1, 1983-1988)
- Tutto il mondo è paese (Rai 1, 1983)
- Per chi suona la campanella (Rai 2, 1987)
- Striscia la notizia (Italia 1, 1988)
- Odiens (Canale 5, 1988-1989)
- Televiggiù (Italia 1, 1989)
- Circo sul Ghiaccio di Mosca (Canale 5, 1991)
- Fantastico (Rai 1, 1991-1992, 1997)
- Luna di miele (Rai 1, 1993)
- La Festa di Natale (Rai 1, 1993)
- Solletico (Rai 1, 1995-1996)
- La festa della mamma (Rai 1, 1994-1995, 1997)
- Buona Domenica (Canale 5, 1994-1995)
- La festa dei nonni (Rai 1, 1995)
- Carràmba! Che sorpresa (Rai 1, 1995-1996)
- Gala di Raiuno a Cannes (Rai 1, 1996)
- Le stelle del Mediterraneo (Rai 2, 1996)
- Su le mani (Rai 1, 1996)
- Festival di Castrocaro (Rai 1, 1996)
- Retromarsh!!! (Telemontecarlo, 1996)
- Segreti e Bugie (Rai 1, 1999)
- Locanda D'Angelo (Alice TV, 2009-2010)

## Doppiaggio
- Le avventure di Alice nel Paese delle Meraviglie (Alice's Adventures in Wonderland), regia di William Sterling (1972) – Dodo (interpretato da William Ellis)
- I Simpson – serie TV , episodio 5x19 (1994) – sovraintendente Chalmers
- Tilly e il draghetto (The Tale of Tillie's Dragon), regia di Isao Nago (1995) – zio Giorgio

## Discografia
Album
- 1979 – Spettacolo d'evasione

Singoli
- 1978 – Gira e rigira
- 1980 – Vai con la bici
- 1984 – Has Fidanken
- 1989 – Vieni a bere un bicchiere a la maison (con Ezio Greggio)

Partecipazioni
- 1984 – AA.VV. W la TV, con il brano Has Fidanken
- 2011 – AA.VV. Super Video Stars, con il brano Vai con la bici

## Libri
- Il Mangiatardi, Pratiche Editrice, 2001, ISBN 8873807003.